# Namadmāl
Namadmāl (persiska: نمدمال) är en ort i Iran.   Den ligger i provinsen Semnan, i den norra delen av landet, 300 km öster om huvudstaden Teheran. Namadmāl ligger 1 417 meter över havet och antalet invånare är 244.
Terrängen runt Namadmāl är varierad.Runt Namadmāl är det mycket glesbefolkat, med 5 invånare per kvadratkilometer. Närmaste större samhälle är Kolāmū, 1,6 km norr om Namadmāl. Trakten runt Namadmāl är ofruktbar med lite eller ingen växtlighet.